# ランサローテ島

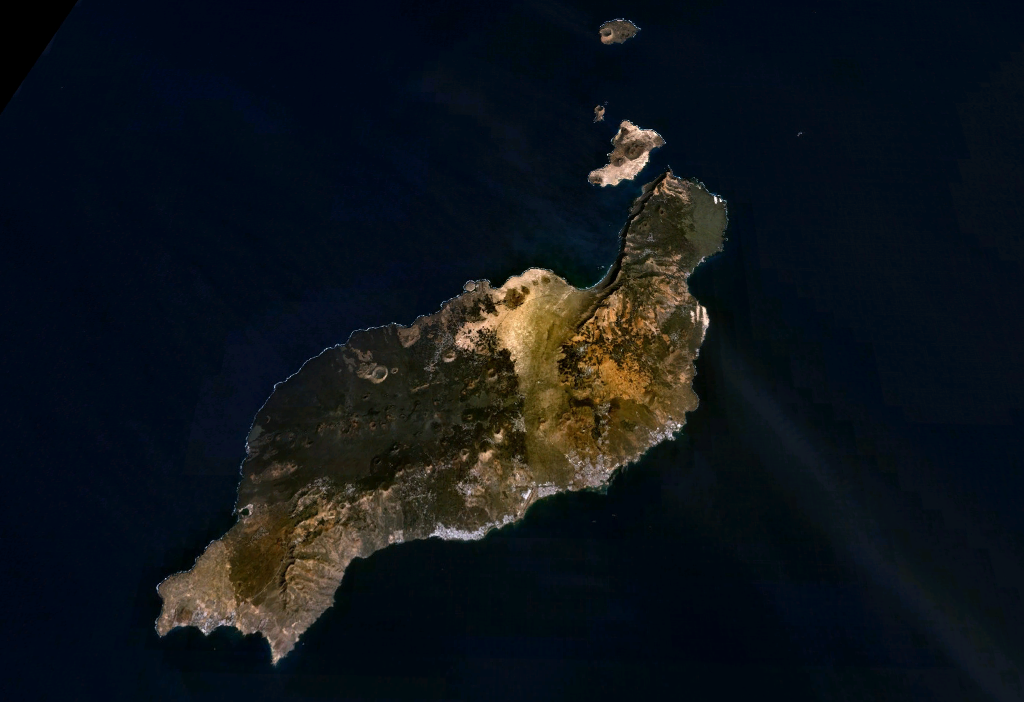
衛星写真

ランサローテ島（スペイン語: Lanzarote、スペイン語発音: [lanθaˈɾote, lansa-]）はイベリア半島から南西に1,000 km、アフリカ大陸の北西より大西洋沖125kmに位置するカナリア諸島を構成する島のひとつである。島の中心地はアレシフェ。カナリア諸島自治州のラス・パルマス県に属する。
ランサローテの名前は16世紀に島を訪れたジェノヴァ人ランチェロット・マロチェロに由来する。

## 地理
ランサローテ島は北緯29°2′56"、西経13°37′12"に位置している。南西11kmにフエルテベントゥラ島、また北東1kmにラ・グラシオーサ島がある。島の形は北東から南西に細長く、面積は845,94km2である。
18世紀の大規模な火山活動によって溶岩台地と300以上のクレーターが見られる典型的な火山島で、島の東部にあるティマンファヤ国立公園には約200km2にわたって大規模な火山地形が広がる。このため、2015年にランサローテ島は近辺のチニホ群島（ラ・グラシオーザ島、モンターニャ・クララ島、ロケ・デル・エステ島（東岩）、ロケ・デル・オエステ島（西岩）、アレグランサ島）と共にユネスコ世界ジオパークに指定される。
一帯の気候は乾燥帯の亜熱帯気候で、貿易風も吹いているため、植生は乾燥な環境に強い植物が多い。1993年にユネスコの生物圏保護区に指定された。
19世紀、ヨーロッパのワイナリーがフィロキセラ禍で壊滅していく中（19世紀フランスのフィロキセラ禍）、この島はフィロキセラの生息することが困難であったため、土着のブドウ種マルヴァジアが生き残り、現在は樹齢100年を超すブドウからワインが生産されている。

## 人口動態
2010年時点で、ランサローテには139,000人が住んでおり、2006年の127,000人から9.4%増加した。島の行政府は、59,000人の人口を抱える中心都市のアレシフェにある。住民の大多数 (73.9%) はスペイン人で、イギリス人 (4.0%)、ドイツ人 (2.6%)、アイルランド人 (2.5%) など他のヨーロッパ諸国からの住民もかなりの数を数える。他に、コロンビア、モロッコ、エクアドル、西アフリカ、中華人民共和国、インドからの移住者もおり、人口の15.6%を依然として占めている。
| 人種           | 人口   | 全人口に占める割合 |
| -------------- | ------ | ------------------ |
| スペイン人     | 99,998 | 73.9%              |
| コロンビア人   | 5,703  | 4.2%               |
| イギリス人     | 5,420  | 4.0%               |
| モロッコ人     | 3,606  | 2.7%               |
| ドイツ人       | 3,450  | 2.6%               |
| アイルランド人 | 3,378  | 2.5%               |
| エクアドル人   | 1,950  | 1.4%               |
| その他         | 11,758 | 8.7%               |

島には、国際空港のアレシフェ空港があり、2008年には5,438,178人の乗客がここを通って旅行した。観光は過去40年間、産業は唯一農業だけであった島の経済を支えてきた。初期の開拓者たちが、悪魔の出来事として火山噴火を最初に経験したため、ランサローテの紋章は悪魔である。
ランサローテは、ラス・パルマス県の一部であり、7つの自治体に分割される。
- アレシフェ
- アリア（英語版）
- サン・バルトロメ（英語版）
- テギセ（英語版）
- ティアス（英語版）
- ティナホ（英語版）
- ヤイサ（英語版）

## 農業
ブドウの栽培は一般的に年間降水量が300mm以上の地域で行われるが、ランサローテ島は年間降水量が150mm前後の乾燥気候でありながら、地質を生かした集露などの工夫をすることでブドウ栽培が可能となっている。ブドウ畑には、ソコス (zocos)と呼ばれる石垣を巡らせたり、オヨス (hoyos)と呼ばれる窪みを作ったりする。加えてピコン (picón)と呼ばれる多孔質で吸湿性のある火山礫を土に被せるエナレナード (enarenado)と呼ばれるマルチングを行う。これにより、昼夜ともに露を集めて水分を保持し、石垣は風よけや日よけにもなっている。また、海砂を使うハブレ (jable)という手法も水分の保持に有効とされる。
この農法は「ランサローテ島のハブレと火山砂における農業システム」 (Agricultural Systems in Jable and Volcanic Sands in Lanzarote Island)として世界農業遺産に認定されている。

## 文化
フランスの小説家ミシェル・ウエルベックに『ランサローテ島』(河出書房新社、2014年)という作品がある。
ポルトガルのノーベル文学賞作家ジョゼ・サラマーゴは、晩年をランサローテ島で過ごし、2010年6月に同地で没した。

### 映画
- 恐竜100万年（1966年）
- 銀河伝説クルール（1983年）
- ドクター・フー（1984年）
- 第5惑星（1985年）
- 抱擁のかけら（2009年）

### 楽曲
- 「Lanzarote」（リンドストロム & トッド・テリエ、2013年）

## 観光
- アトランティコ海底美術館（スペイン語版） (Museo Atlántico)[12][13]

## ギャラリー

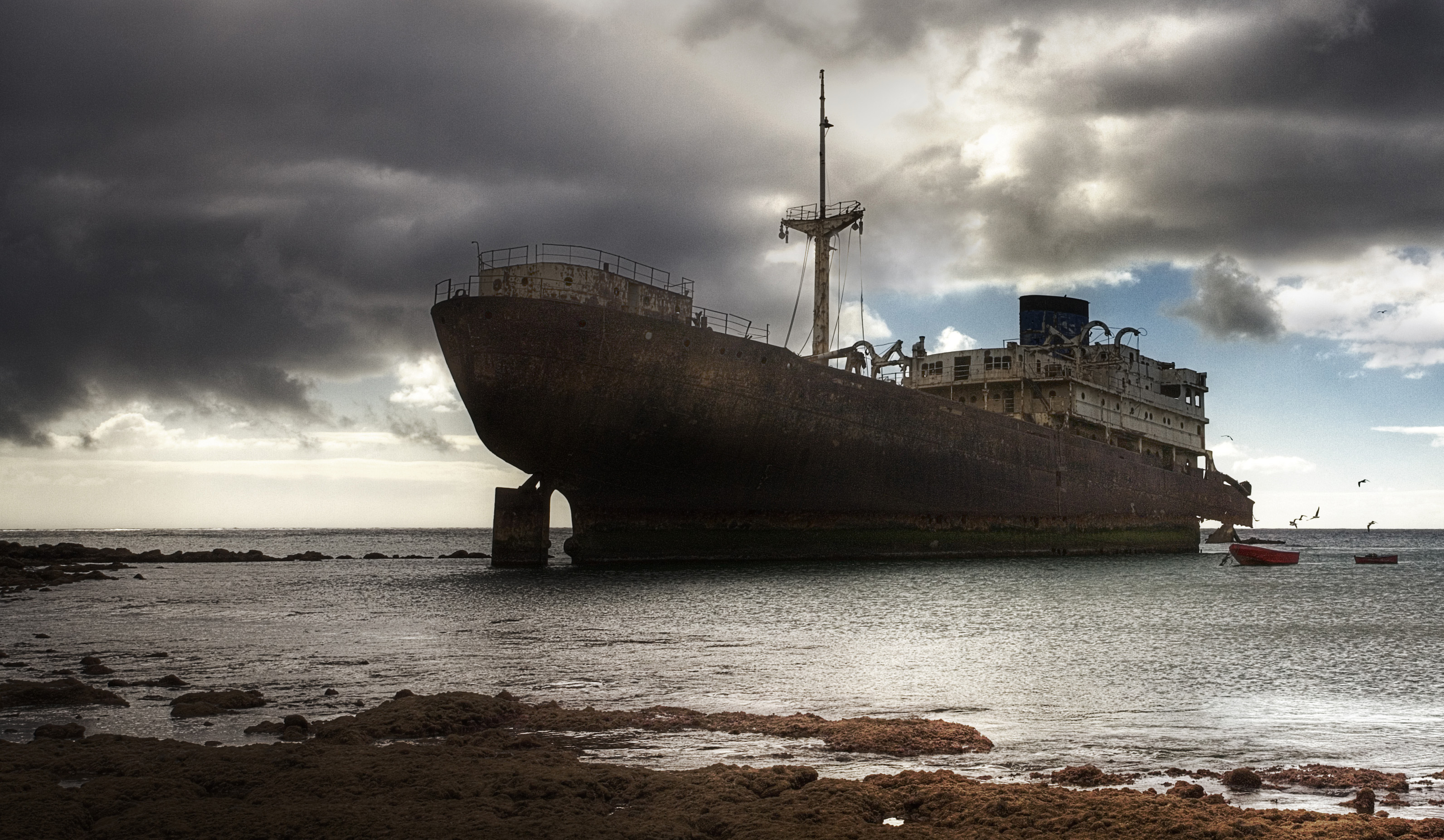
アレシフェ
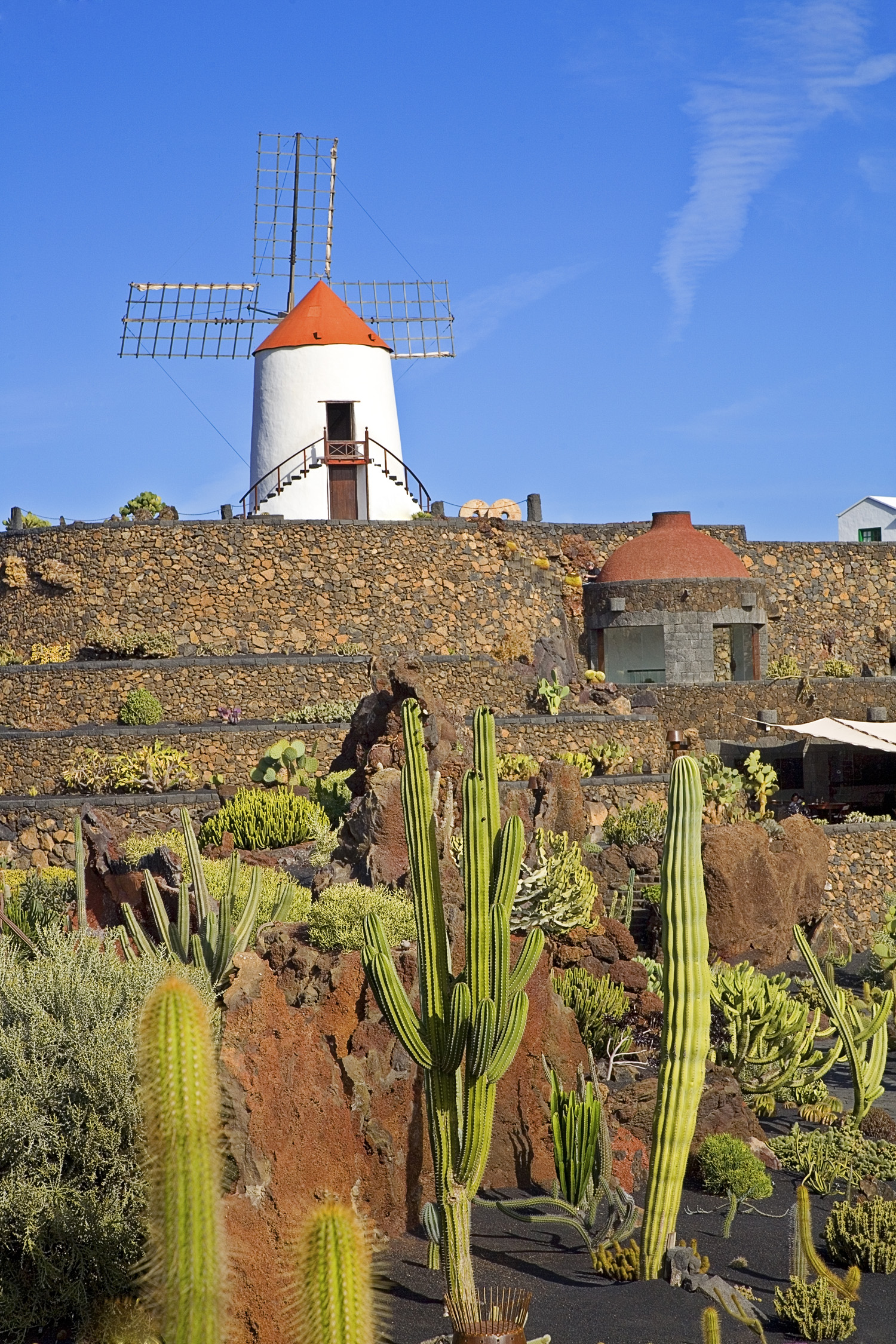
ランサローテサボテン園（スペイン語版）
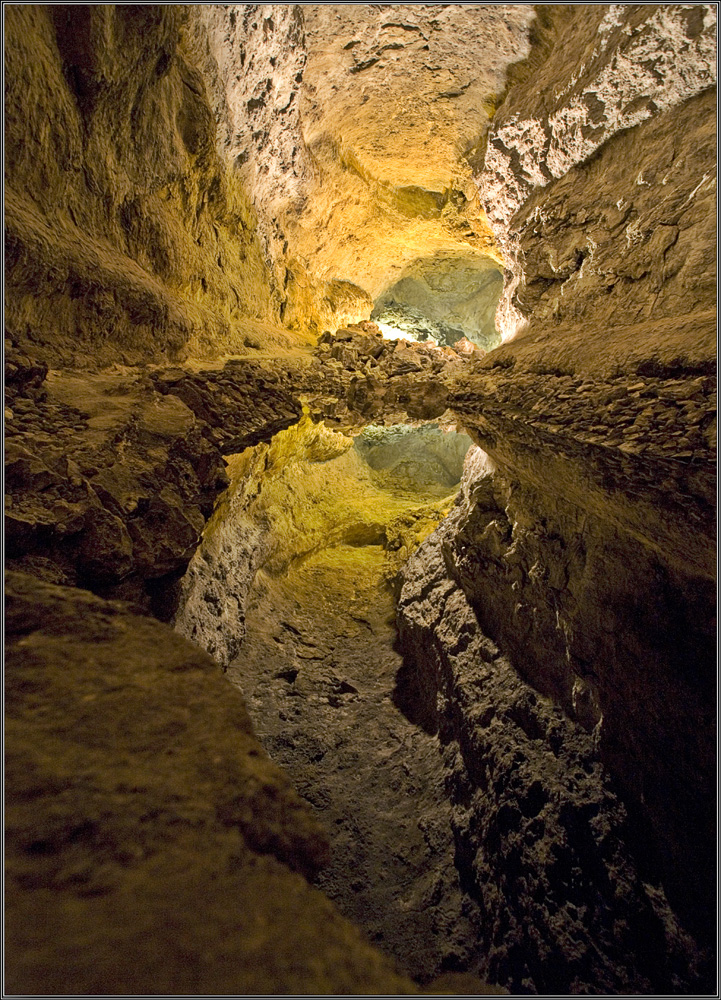
ベルデス洞窟（スペイン語版）
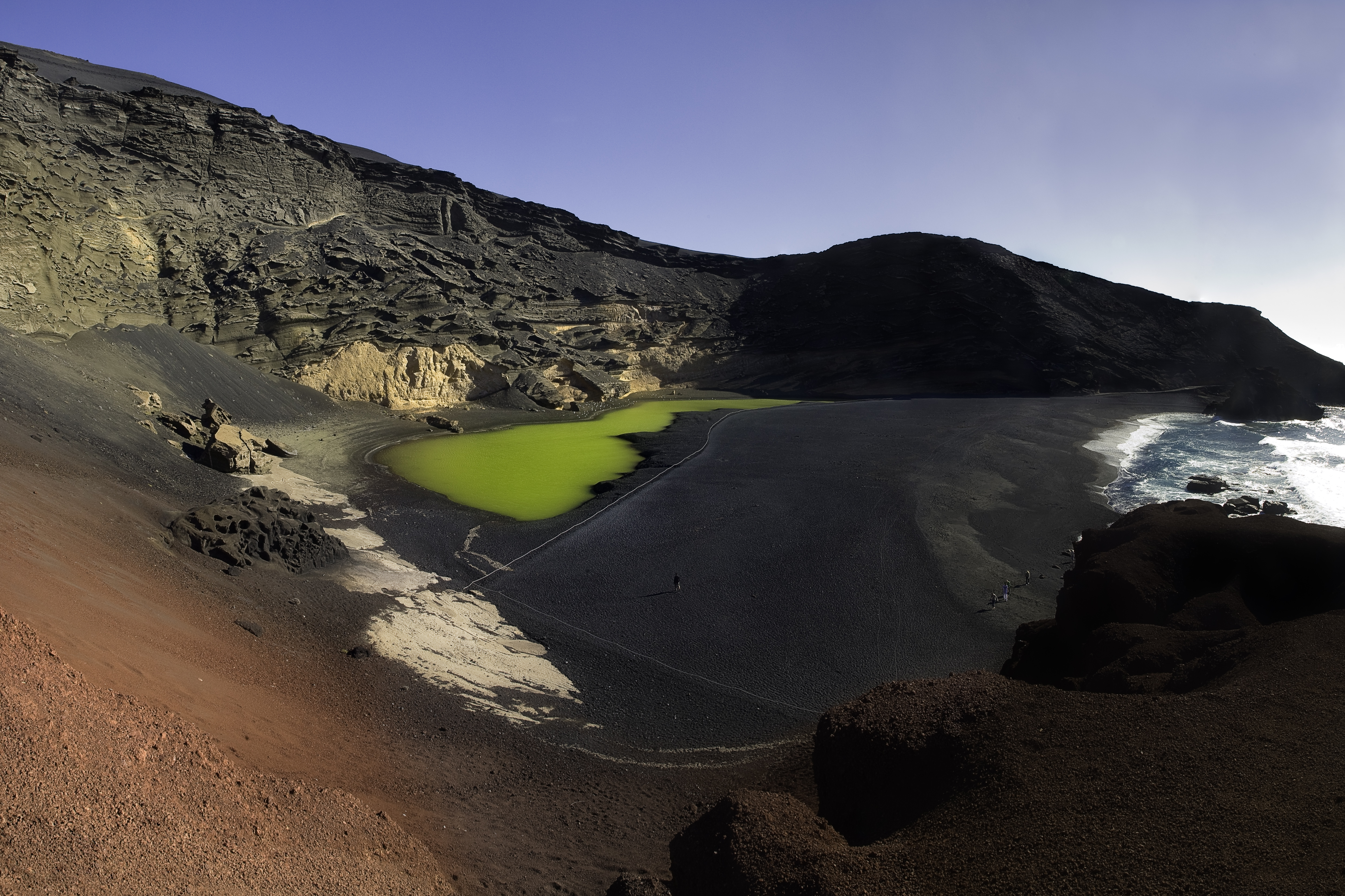
エル・ゴルフォ（スペイン語版）
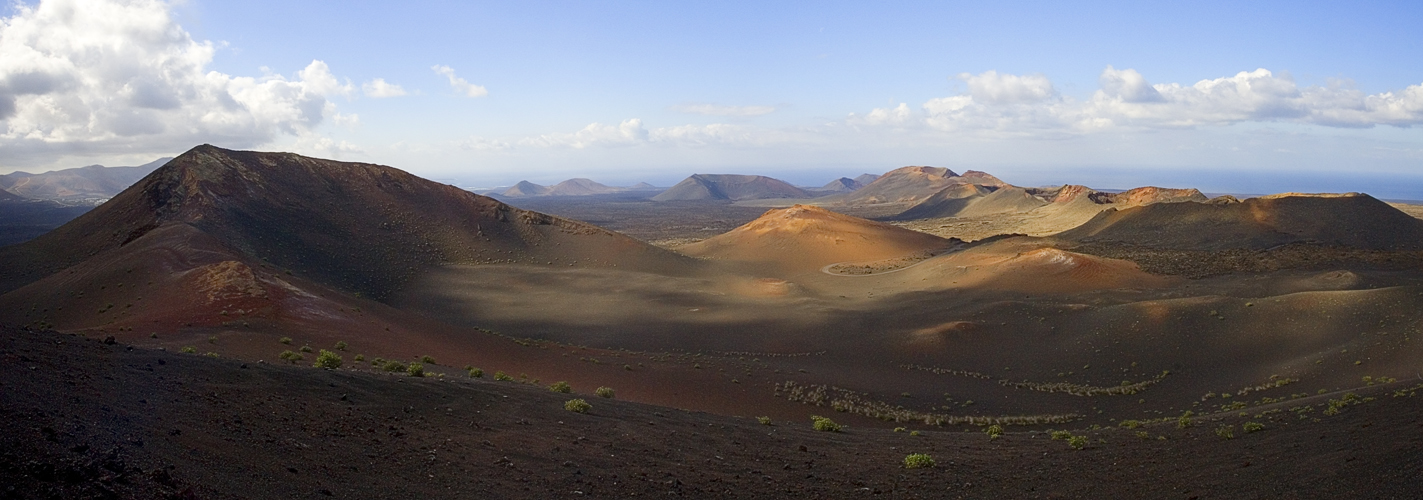
ティマンファヤ国立公園（スペイン語版）
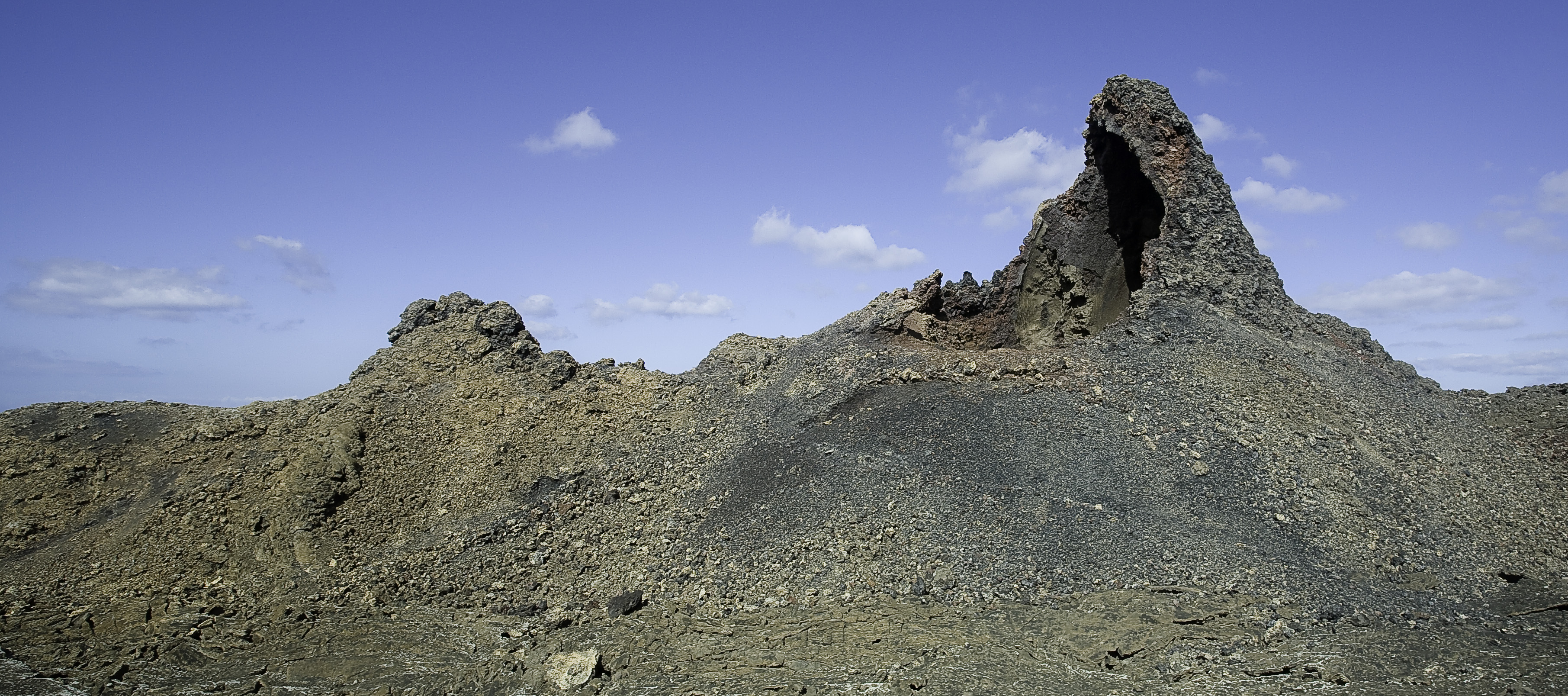
ティマンファヤ国立公園
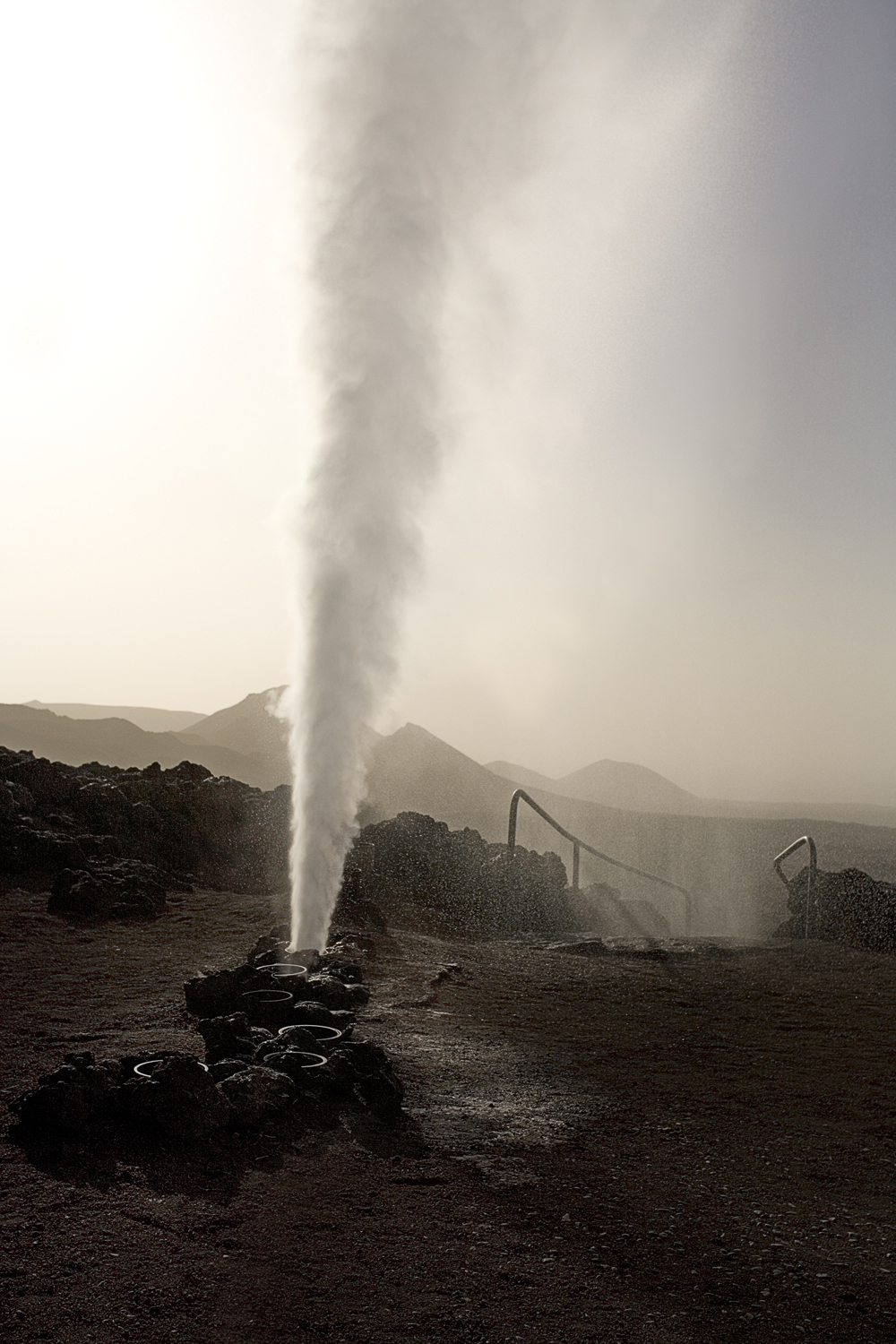
ティマンファヤ国立公園
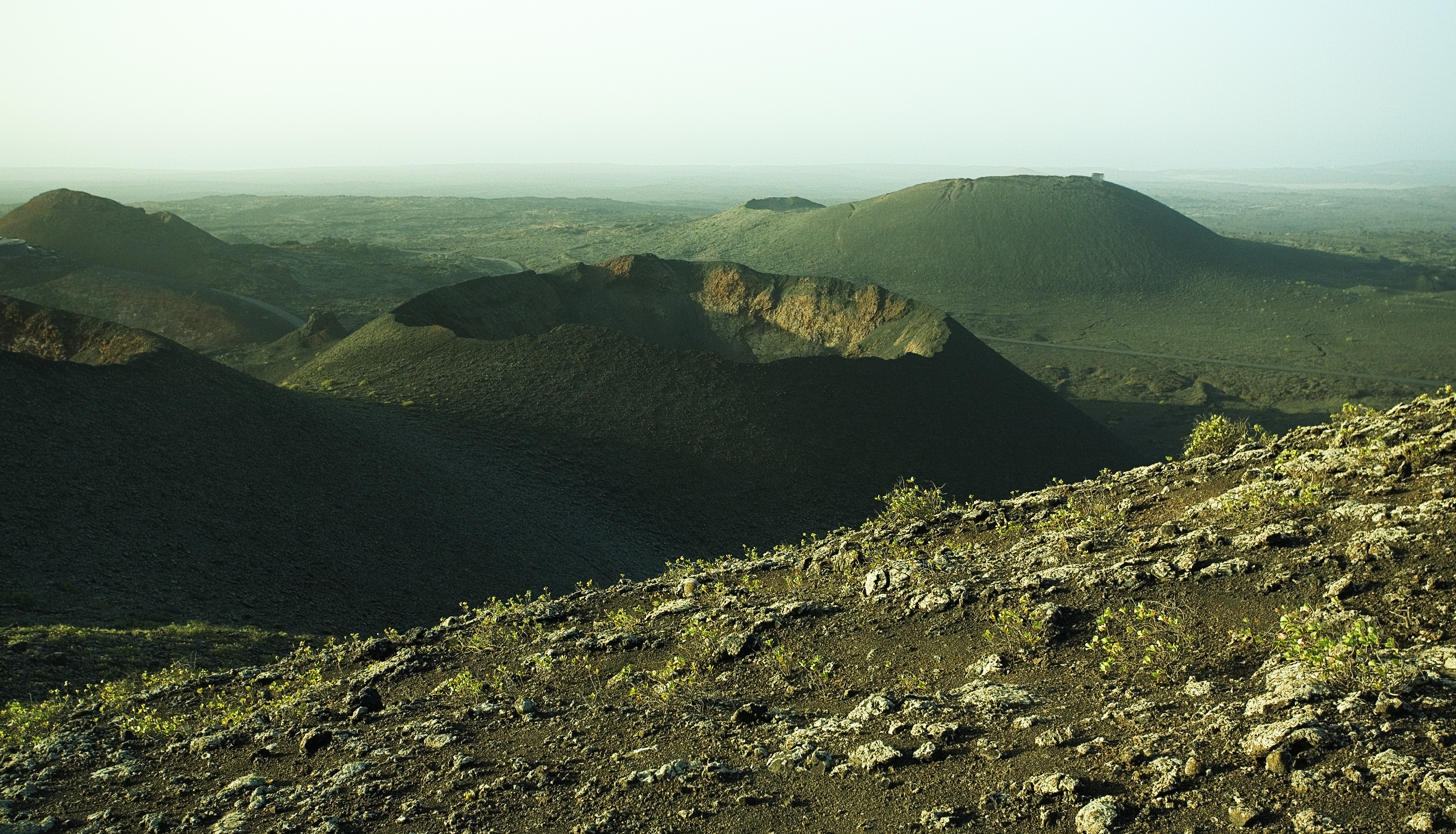
ティマンファヤ国立公園
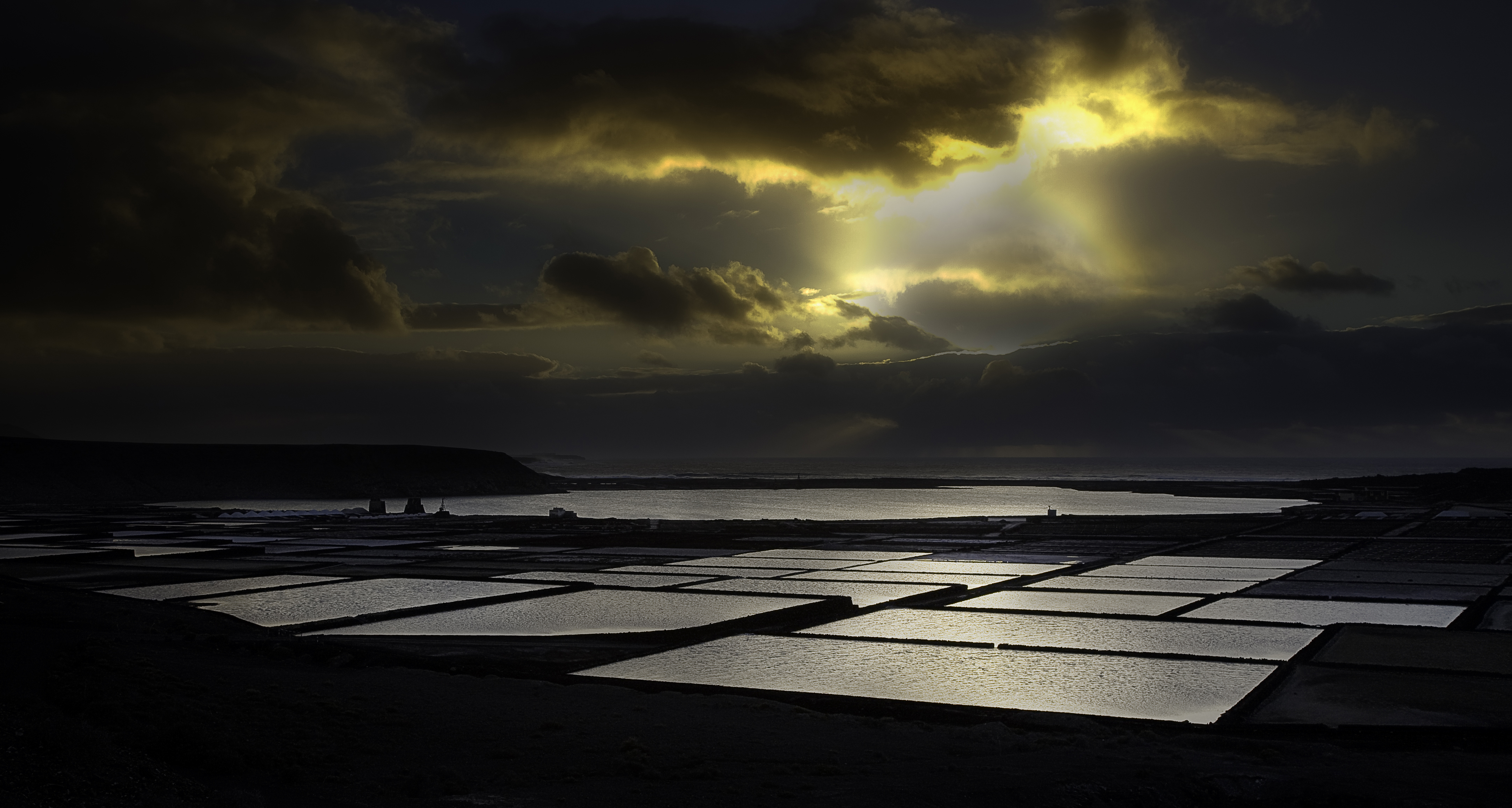
ハヌビオ塩田（スペイン語版）
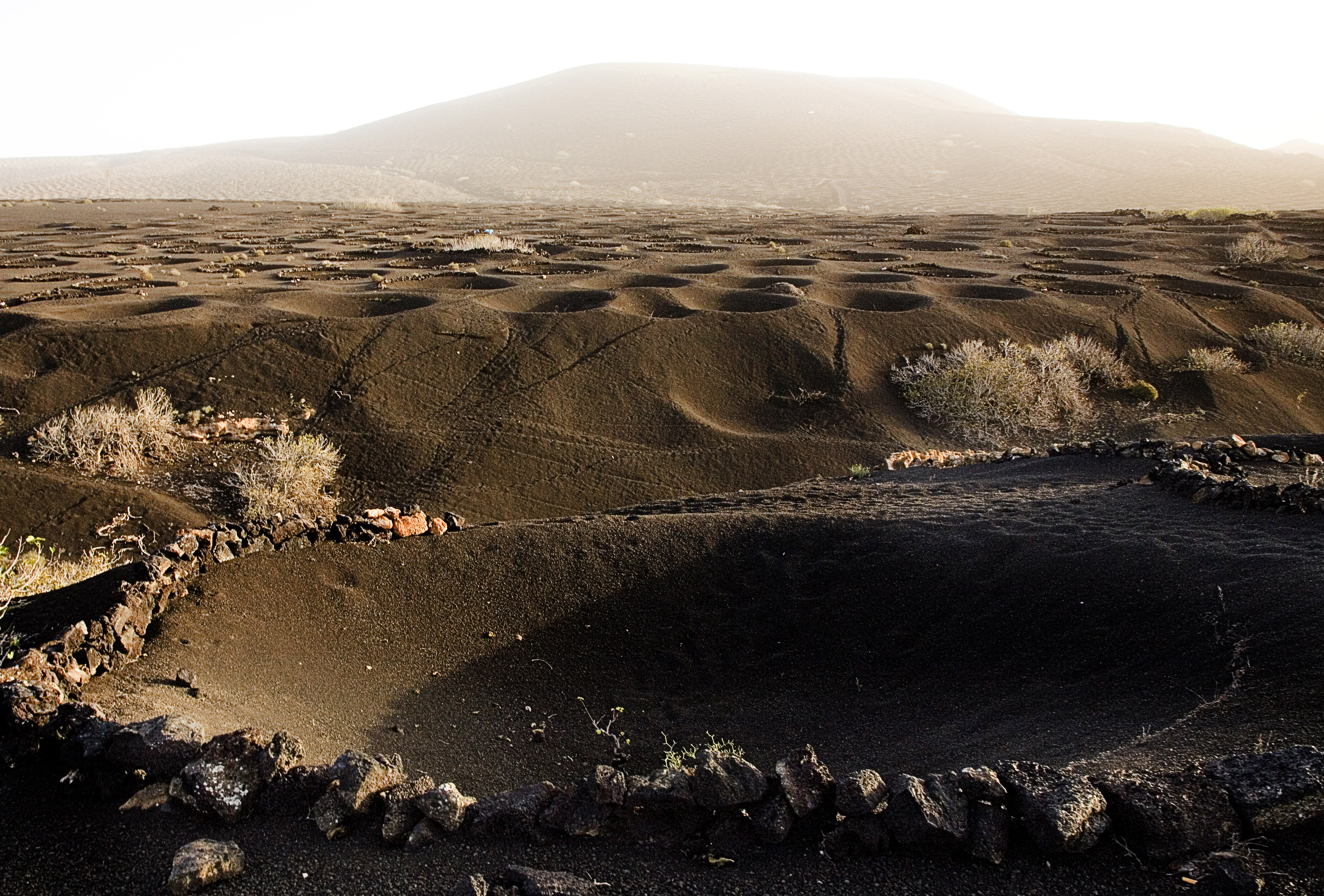
ラ・ゲリア（スペイン語版）
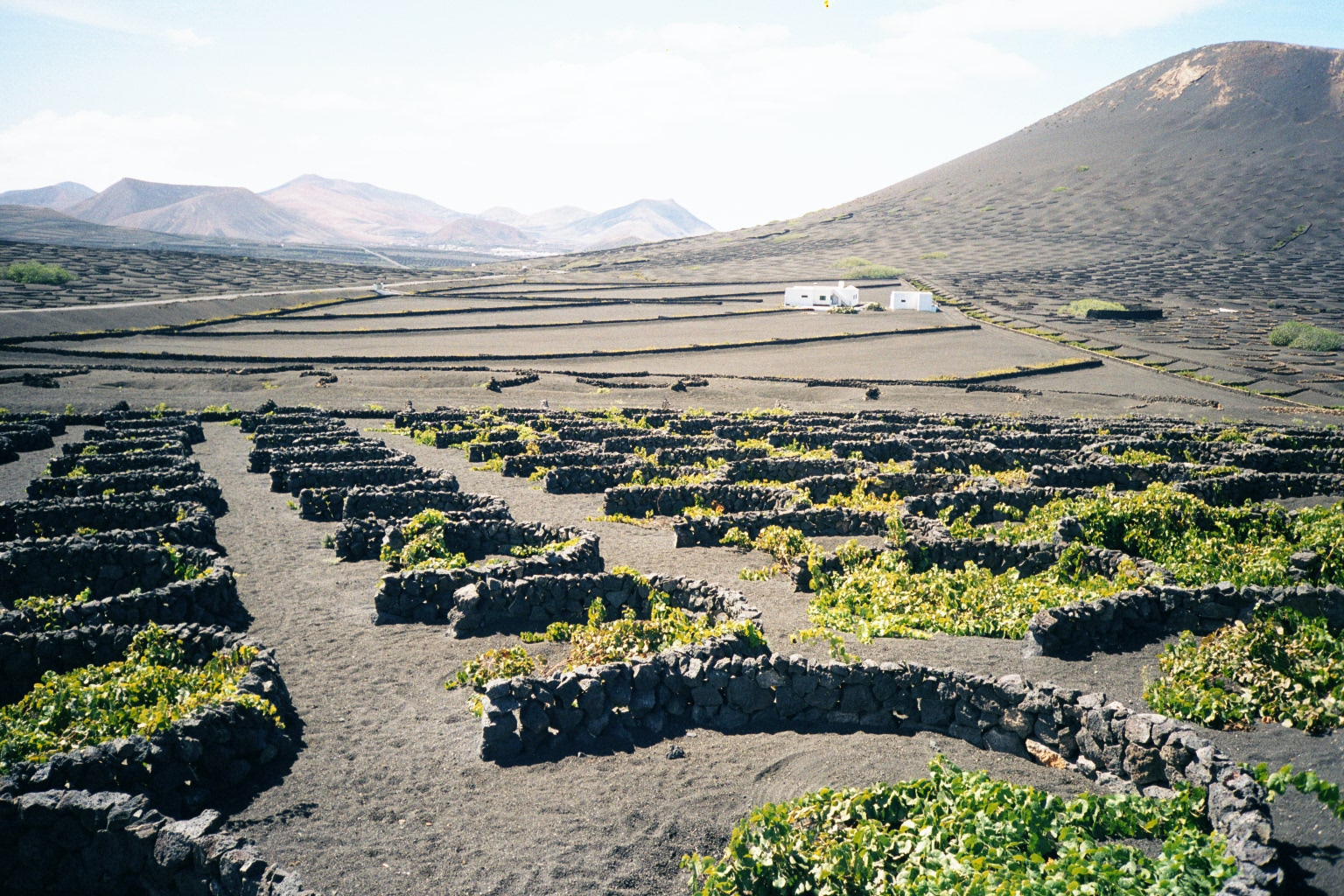
ラ・ゲリアの石垣のあるブドウ園
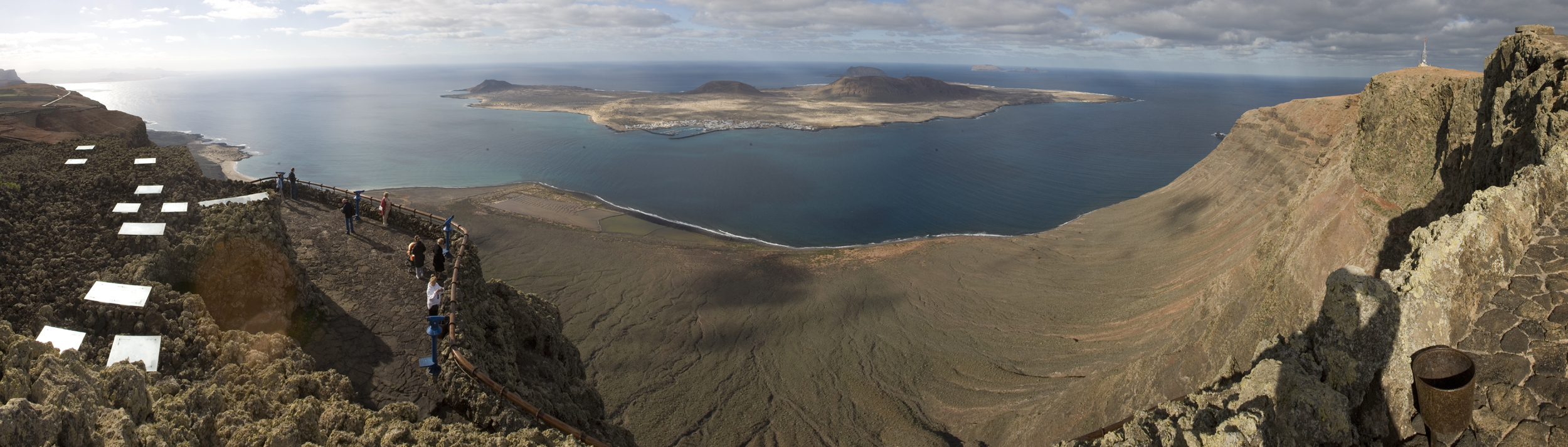
ラ・グラシオーサ島とミラドール・デル・リオ（英語版）
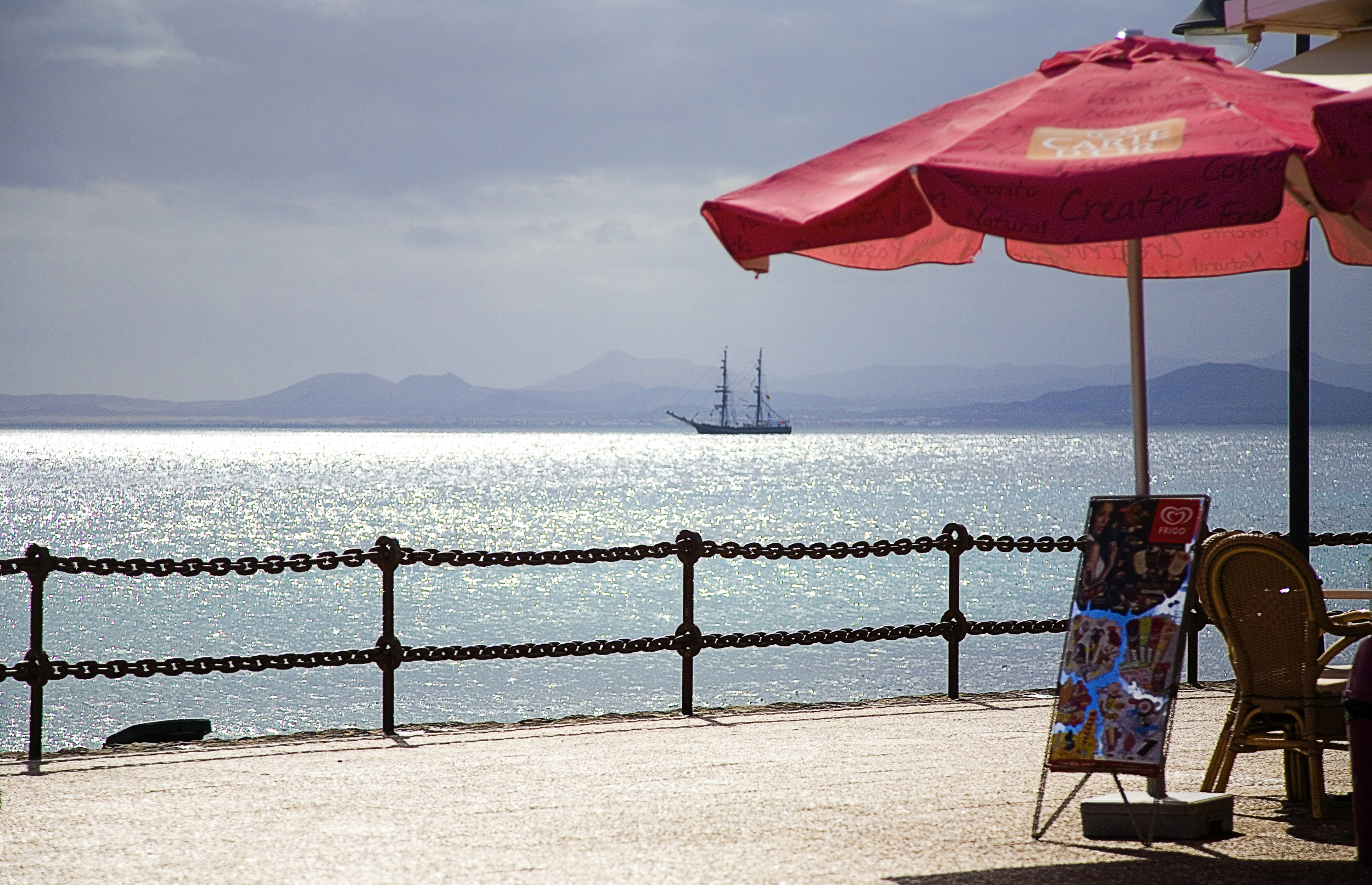
ブランカ浜（スペイン語版）